# Dābūhīyeh
Dābūhīyeh (persiska: دابوهیّه, Dābūḩayeh-ye Jannat) är en ort i Iran.   Den ligger i provinsen Khuzestan, i den västra delen av landet, 600 km söder om huvudstaden Teheran. Dābūhīyeh ligger 6 meter över havet och antalet invånare är 193.
Terrängen runt Dābūhīyeh är mycket platt. Runt Dābūhīyeh är det ganska tätbefolkat, med 54 invånare per kvadratkilometer. Närmaste större samhälle är Ābsokheyr, 16,1 km väster om Dābūhīyeh. Trakten runt Dābūhīyeh är ofruktbar med lite eller ingen växtlighet.